# Roberto Mandressi
Roberto Mandressi (Seregno, 19 novembre 1960) è un allenatore di calcio ed ex calciatore italiano, di ruolo attaccante.

## Caratteristiche tecniche
Attaccante tecnico e mobile, poteva giocare come ala o centravanti.

## Carriera

### Calciatore
Esordisce nel Seregno in Serie C nella stagione 1977-1978 dopo aver militato nelle giovanili della squadra brianzola. Nella sua prima stagione professionistica realizza 4 reti in 18 partite.
Viene acquistato dal Milan nella stagione 1978-1979, nell'anno in cui i rossoneri, guidati da Nils Liedholm, conquistano il decimo scudetto: in quest'annata non giocherà nessuna partita. Esordisce in Serie A l'anno successivo in Bologna-Milan (0-1) del 9 dicembre 1979, e Liedholm gli attribuisce il soprannome di Rensenbrink della Brianza. Con il Milan gioca 4 partite (3 in campionato e una in Coppa Italia), oltre alla partecipazione al Torneo di Viareggio 1980; nella stagione 1980-1981 passa al Como (ancora in Serie A) dove gioca 12 gare realizzando una rete. Nel 1981-1982 ritorna al Milan dove disputa 6 gare.
All'inizio della stagione 1982-1983 viene girato in prestito al Pescara in Serie C1 e a novembre si trasferisce al Piacenza. Esordisce con una doppietta contro la Pro Patria, e realizza 7 reti in 24 gare, ma non evita la retrocessione in Serie C2. Rientrato al Milan, passa poi alla Carrarese, sempre in Serie C1, e dall'ottobre 1984 difende i colori della Cavese che tentava di ritornare in Serie B dopo la retrocessione dell'anno precedente: realizza 12 reti in 27 gare, suo record personale. L'anno successivo Angelo Massimino lo ingaggia al Catania, in Serie B, dove rimane per tre stagioni, segnando 7 reti in 77 gare e vivendo la retrocessione degli etnei in Serie C1 nel 1987.
Nei tre anni successivi gioca con Campobasso, Monopoli ed ancora Carrarese, dove conclude la sua carriera calcistica professionistica a causa di un grave infortunio al ginocchio.

### Allenatore
Ha frequentato il corso per allenatori a Coverciano e si è occupato dei settori giovanili di alcune squadre della Brianza, oltre ad aver allenato a più riprese il Seregno.

## Palmarès

### Giocatore

#### Competizioni nazionali
- Campionato italiano: 1

Milan: 1978-1979

#### Competizioni internazionali
- Coppa Mitropa: 1

Milan: 1981-1982